# Comuna Gornja Stubica, Krapina-Zagorje
Gornja Stubica este o comună în cantonul Krapina-Zagorje, Croația, având o populație de 5.284 de locuitori (2011).

## Demografie
Conform recensământului din 2011, comuna Gornja Stubica avea 5.284 de locuitori. Din punct de vedere etnic, majoritatea locuitorilor (99,64%) erau croați. Din punct de vedere confesional, majoritatea locuitorilor (98,79%) erau catolici. Pentru 0,57% din locuitori nu este cunoscută apartenența confesională.